# Ernst Deutsch
Ernst Deutsch známý také jako Ernest Dorian (16. září 1890 Praha – 22. března 1969 Berlín) byl česko-rakouský herec pražského židovského původu.

## Život a činnost
Deutsch byl syn pražského židovského obchodníka Ludwiga Krause a jeho manželky Louisy. Vyrůstal v Praze a vystudoval zde střední školu.
Byl rovněž vynikajícím tenistou, umístil se na sedmé příčce rakousko-uherského tenisového žebříčku. Po střední škole nastoupil vojensku službu.
V roce 1922 se oženil s Anuschkou Fuchsovou, dcerou pražského průmyslníka Artura Fuchse a svou kamarádkou z dětství. Anusščin bratranec, Herbert Fuchs z Robettinu, byl švagrem Franze Werfela, Deutschova kamaráda z dětství.
V roce 1916 byl v Drážďanech oceněn při světové premiéře expresionistické hry Waltera Hasenclevera Syn. V roce 1920 ztvárnil záporného hrdinu Famula ve Wegenerově černobílém němém filmu Golem, zrození. V roce 1949 se objevil ve filmu noir Carola Reeda Třetí muž v roli Barona Kurtze.